# 福山ッスル!
『福山ッスル!』（ふくやまッスル!）は、アニメ専門チャンネルのAT-Xで2015年7月3日から9月18日までの毎週金曜20:30 - 21:00に放送されていた、声優によるスポーツバラエティ番組。全12回。ネット局のBS11では、2015年7月14日から9月29日までの毎週火曜23:30 - 24:00に放送されていた。またST-Xでは、2015年11月1日から12月31日まで放送されていた。
なお、放送前の2015年6月23日にニコニコ生放送にて『ニコ生ッスル!』が配信され、以降は不定期に配信されていた。
ポニーキャニオンのWEBコミックス『ぽにマガ』にて、撮影の裏側を描いた漫画（著者：ほしお）が掲載された。

## 概要
声優の福山潤がパートナーに野島裕史を迎え、ゲストの男性声優陣を率いて「声優スポーツ部」を設立。様々なスポーツのプロに学びながら真剣に挑戦し、魅力を思う存分に伝えるドキュメント性のあるバラエティ番組だった。
ミニコーナーとして、福山潤が自らの肉体を鍛え上げる「福山潤マッスルへの道！」も放送した。
- 出演者は番組オリジナルTシャツ（ミズノ提供）を着用しているが、MCの二人は赤、ゲストは紺と色分けがされていた。尚、イベント『声優大運動会しマッスル』では福山チームと野島チームに分かれるため、野島が紺色を着用予定となっている。
- 出演者は名字で表記されているが、兄弟である野島裕史と野島健児のテロップ及びナレーションは「野島兄、野島弟」と表記。
- 番組のタイトルとロゴは福山と野島裕史で考案。福山曰く「福山ッスル!のマは野島のマでもある」。

## 出演者
メインパーソナリティー
- 福山潤
- 野島裕史

福山潤マッスルへの道!
- 松井薫（第1回 - 第5回、第7回）
- 野島賢（パーソナルトレーナー）

## 放送リスト
| 放送回数 | 初放送日      | 挑戦種目             | ゲスト                                                    | 福山潤マッスルへの道                        | ゲスト   | ナレーター |
| -------- | ------------- | -------------------- | --------------------------------------------------------- | ------------------------------------------- | -------- | ---------- |
| 第1回    | 2015年 7月3日 | バスケットボール3×3  | 江口拓也 小野友樹 河本啓佑 野島健児                       | 肩周りの柔軟性チェック （後ろに両手を回す） | 江口拓也 | 安元洋貴   |
| 第2回    | 7月10日       | バスケットボール3×3  | 江口拓也 小野友樹 河本啓佑 野島健児                       | 腕の筋持久力チェック（腕立て）              | 江口拓也 | 安元洋貴   |
| 第3回    | 7月17日       | ボルダリング         | 江口拓也 小野友樹 河本啓佑 野島健児 （川田紳司）          | 敏捷性チェック（反復横跳び）                | 江口拓也 | 安元洋貴   |
| 第4回    | 7月24日       | 競輪                 | 江口拓也 小野友樹 岸尾だいすけ 河本啓佑                   | 腰の柔軟性チェック（前屈）                  | 江口拓也 | 安元洋貴   |
| 第5回    | 7月31日       | 競輪                 | 江口拓也 小野友樹 岸尾だいすけ 河本啓佑                   | 下半身の筋持久力チェック(空気椅子)          | 江口拓也 | 安元洋貴   |
| 第6回    | 8月7日        | アシュタンガヨガ     | 江口拓也 小野友樹 河本啓佑 野島健児                       |                                             |          | 諏訪部順一 |
| 第7回    | 8月14日       | ドッジボール         | 江口拓也 小野友樹 川田紳司 岸尾だいすけ 河本啓佑 野島健児 | 上半身の筋力チェック （ベンチプレス）       | 江口拓也 | 諏訪部順一 |
| 第8回    | 8月21日       | フットサル           | 江口拓也 小野友樹 川田紳司 岸尾だいすけ 河本啓佑 野島健児 |                                             |          | 諏訪部順一 |
| 第9回    | 8月28日       | フットサル           | 江口拓也 小野友樹 川田紳司 岸尾だいすけ 河本啓佑 野島健児 |                                             |          | 浪川大輔   |
| 第10回   | 9月4日        | 走り高跳び           | 川田紳司 河本啓佑 浪川大輔 野島健児                       |                                             |          | 浪川大輔   |
| 第11回   | 9月11日       | 男子チアリーディング | 川田紳司 河本啓佑 浪川大輔 野島健児                       |                                             |          | 浪川大輔   |
| 第12回   | 9月18日       | カバディ             | 江口拓也 小野友樹 川田紳司 河本啓佑 菅沼久義 野島健児     |                                             |          | 浪川大輔   |

### ニコ生ッスル!
| 配信回数                           | 配信日         | 出演者            | ゲスト |
| ---------------------------------- | -------------- | ----------------- | ------ |
| 第1回                              | 2015年6月23日  | 福山潤 野島裕史   |        |
| 第2回                              | 2015年9月8日   | 福山潤 野島裕史   | 野島賢 |
| 第3回スピンオフ企画『野島ッスル!』 | 2015年10月22日 | 野島裕史 野島健児 | 野島賢 |
| 第4回                              | 2015年11月14日 | 福山潤 野島裕史   |        |

## スタッフ
構成：鳥海鶏太
プロデューサー：川原陽子、すずきやすし、清水美佳
タイトル：大前サトル
撮影技術：エンターエポック
編集・MA：ジーリングスタジオ
特別協力：ミズノ
制作：OPUS+
製作：ポニーキャニオン、AT-X

## 関連商品

### CD
『モリモリマッスルスル / 白いスピード』歌：福山潤&野島裕史（2015年8月5日発売）
オープニングテーマの『モリモリマッスルスル』は体操ソングであり福山と野島が体操を踊っている（体操監修：松井薫）。『白いスピード』は挿入歌。

### DVD
| タイトル       | 発売日         | 収録回         | 規格品番   | 規格品番          |
| タイトル       | 発売日         | 収録回         | 通常版     | きゃにめ.jp限定版 |
| -------------- | -------------- | -------------- | ---------- | ----------------- |
| 福山ッスル！01 | 2015年9月16日  | 第1回 - 第4回  | PCBG-52431 | SCBG-111          |
| 福山ッスル！02 | 2015年10月21日 | 第5回 - 第8回  | PCBG-52432 | SCBG-112          |
| 福山ッスル！03 | 2015年11月18日 | 第9回 - 第12回 | PCBG-52433 | SCBG-113          |

## イベント
- 福山ッスル！DVD第1巻発売記念イベント（2015年10月3日、東京総合美容専門学校 マルチホール）
  - 出演者：福山潤、野島裕史
- 昼の部「福山ッスル!presents 冬の筋肉祭り〜声優大運動会やりマッスル〜」[2]、夜の部「福山ッスル!presents 冬の筋肉祭り〜後夜祭やりマッスル〜」（2015年12月13日、千葉ポートアリーナ）
  - 出演者（※チーム分け表記[注 2]）

福山潤（チームリーダー）、河本啓佑、白井悠介、菅沼義久、浪川大輔、山本和臣
野島裕史（チームリーダー）、江口拓也、小野友樹、川田紳司、西山宏太朗、水島大宙